# Бентазон
Бентазон — гербицид, производимый компанией BASF Chemicals, из группы тиадиазинов. Доступен в свободной продаже в виде натриевой соли. По виду представляет собой твёрдое вещество слегка коричневого цвета.

## Получение
Бентазон может быть получен в результате реакции антраниловой кислоты с изопропилсульфонилхлоридом (полученным в результате реакции изопропиламида с хлорсульфоновой кислотой) и фосгеном.

## Использование
Бентазон — селективный гербицид, повреждающий только те растения, которые не способные его метаболизировать. Считается, что он безопасен для люцерны, бобовых (за исключением чечевицы и нута), кукурузы, арахиса, гороха (за исключением спаржевой фасоли), перца, перечной мяты, риса, сорго, сои и садовой мяты, а также газонов и дерна. Бентазон используется в качестве контактного гербицида против широколиственных сорняков. Он абсорбируется через листья и побеги растений и подавляет фотосинтез. В сельском хозяйстве бентазон используется для борьбы с сорняками яровой пшеницы, ярового ячменя, овса, картофеля, полевых бобов, гороха, сои и красного клевера. Имеет 2-й класс опасности для воды. Обычно бентазон используют в виде аэрозолей или через прямое опрыскивания сельскохозяйственных культур в целях борьбы с распространением сорняков. Гербициды, содержащие бентазон следует держать подальше от высокой температуры, при распаде он выделяет токсичные сернистые и азотистые газы.
В настоящее время он разрешён для применения в США в соответствии с требованиями, установленными агентством по охране окружающей среды США. Тем не менее по состоянию на сентябрь 2010 года многие гербициды, в состав которых входит бентазон в настоящее время находятся в стадии ожидания рассмотрения запросов на добровольное аннулирование регистрации.

## Загрязнение воды и почвы
Бентазон разлагается в почве с периодом полураспада а 14 дней до производных гидроксибентазона и изопропиламида антраниловой кислоты . В дальнейшем они разлагаются до углекислого газа или других продуктов распада, которые затем минерализуются. Однако бентазон очень подвижен в почве с относительно низким средним значением Koc = 42 см3/г.
В целом бентазон быстро метаболизируется и разрушается как растениями, так и животными. Однако вымывание почвы и сток является серьёзной проблемой с точки зрения загрязнения воды. В 1995 году Агентство по охране окружающей среды США (EPA) заявило, что уровень бентазона в поверхностных и грунтовых водах «превышает ПДК». EPA нашли бентазон в 64 из 200 скважин в Калифорнии — наибольшее количество обнаружений в 1995 года их исследования. Это побудило штат Калифорния к пересмотру существующих токсикологических норм и установлению предельно допустимой нормы бентазона в питьевой воде в 200 частей на миллиард.
EPA требует вещать ярлыки, сообщающие об экологической опасности для грунтовых вод на все имеющиеся в продаже гербициды, содержащие бентазон. Обе меры призваны предостеречь попадания бентазона в воду, или в районы, где выщелачивание почвы является распространенным явлением.

## Токсичность для животных
В 1994 году исследование показало, что бентазон нетоксичен для пчел и безвреден для жуков. Было показано, что бентазон токсичен для радужной форели и синежаберного солнечника на уровне в 190 и 616 частей на миллион, соответственно. Бентазон токсичен для птиц, он влияет на их репродуктивные способности.
Для млекопитающих бентазон умеренно токсичен при попадании в организм через кожу. ЛД50, была установлена для следующих организмов:
- Кошки: 500 мг/кг[2][3]
- Крысы: 1100 мг/кг до 2063 мг/кг[2][3]
- Мыши: 400 мг/кг[2][3]
- Кролики: 750 мг/кг[2][3]

У собак, получавших в исследовании 13,1 мг бентазона ежедневно, развивалась диарея, анемия и обезвоживание. В другом исследовании, у собак было отмечено воспаление предстательной железы, наряду с ранее описанными симптомами.
В экспериментах на хомячках, мышах и крысах было выяснено, что бентазон не вызывает мутации и не повреждает ДНК.

## Токсичность для человека
Бентазон были классифицированы как химика группы Е, поскольку, как полагают, он не канцерогенные для человека (на основе испытаний, проведенных на животных). Однако, нет никаких исследований или экспериментов, которые могут определить токсичных и/или канцерогенных эффектов бентазона на людях. Работники работающие с этим гербицидом наиболее подвержена его воздействию, и поэтому им рекомендуется носить защитную одежду (очки, перчатки и фартуки). Бентазон может вызывать симптомы аллергии и раздражать слизистую глаз, кожу и дыхательные пути. При проглатывании вызывает тошноту, диарею, дрожь, рвоту и затруднённое дыхание. Работников, занятых на работах с бентазоном должны мыть руки перед едой, питьём, курением, и посещением туалета, чтобы минимизировать контакт с кожей.
Последствия приеме внутрь бентазона удалось наблюдается у людей, которые выбрали гербицид в качестве способа самоубийства. При проглатывании бентазона наблюдалось лихорадочное состояние, почечная недостаточность, учащенное сердцебиение (тахикардия), одышка (диспноэ) и гипертермия. Заглатывание 88 грамм бентазона убивает взрослого человека.